# Tmarus cinerascens
Tmarus cinerascens là một loài nhện trong họ Thomisidae.
Loài này thuộc chi Tmarus. Tmarus cinerascens được Ludwig Carl Christian Koch miêu tả năm 1876.